# جيوفري دوغلاس
جيوفري دوغلاس (بالإنجليزية: Geoffrey Douglas)‏ هو صحفي أمريكي، ولد في 1944 في الولايات المتحدة.

## روابط خارجية
- جيوفري دوغلاس على موقع IMDb (الإنجليزية)